# Waller (Alfeld)

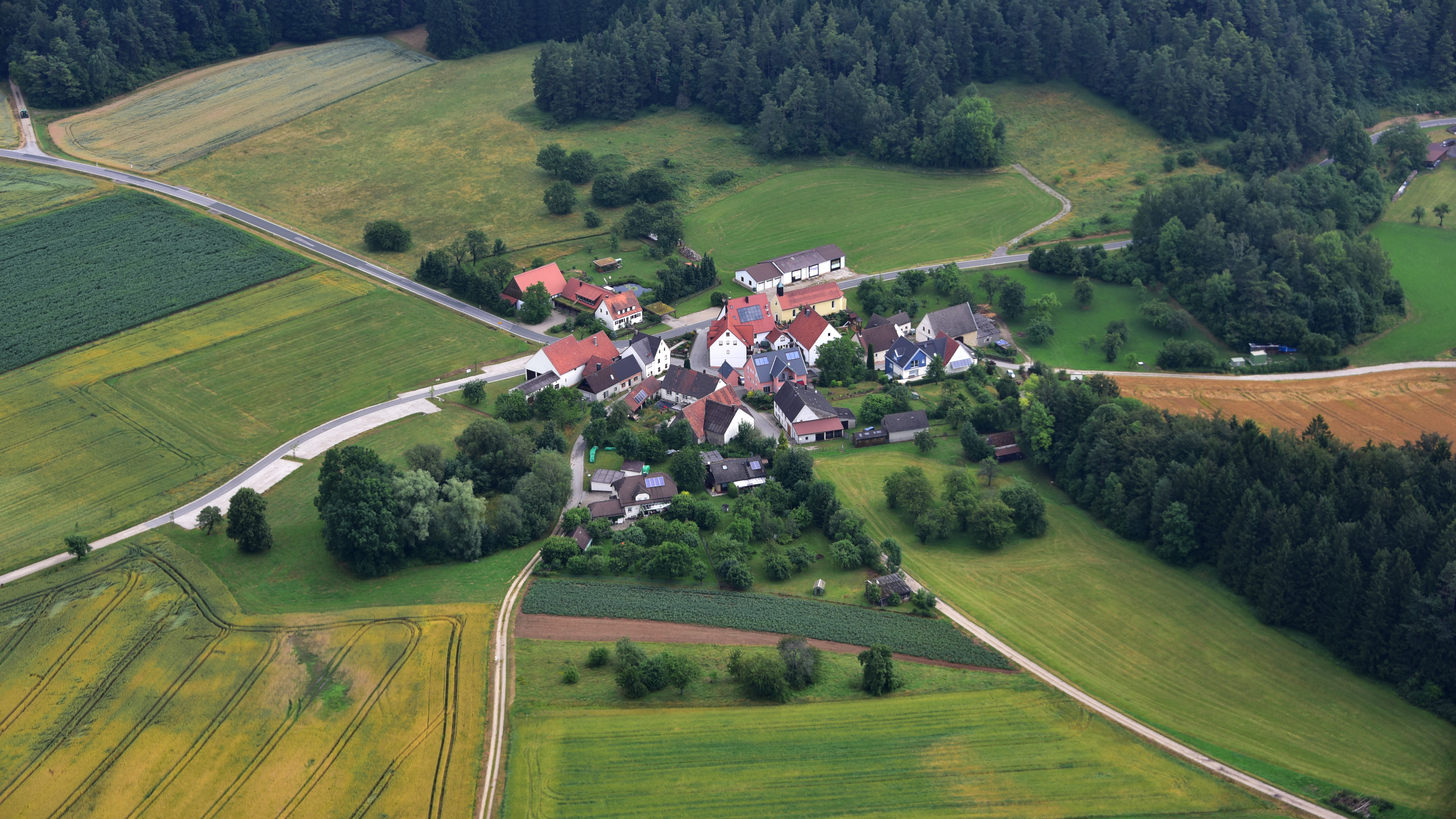
Waller (Alfeld), Luftaufnahme (2016)

Waller ([ˈvalɐ] ⓘ) ist ein Gemeindeteil der Gemeinde Alfeld im Landkreis Nürnberger Land (Mittelfranken, Bayern). Waller liegt in der Gemarkung Pollanden.  Kirchlich gehört Waller zur protestantischen Pfarrei Alfeld.

## Lage
Das Kirchdorf liegt auf der Hochfläche der Fränkischen Alb. Die Kreisstraße LAU 26 führt nach Lieritzhofen (0,5 km östlich) bzw. zur Kreisstraße LAU 25 bei Schupf (2,1 km nordwestlich).
Durch die mit etwa 570 Metern relativ hohe Lage bildet sich während der Wintermonate in der Umgebung von Waller sehr häufig eine geschlossene Schneedecke. In dieser Zeit werden zahlreiche Skilanglaufloipen gespurt, so dass sich mit Waller als Zentralort ein naherholungsorientiertes Wintersportgebiet gebildet hat.

## Geschichte
Durch die zu Beginn des 19. Jahrhunderts im Königreich Bayern durchgeführten Verwaltungsreformen wurde Waller mit dem zweiten Gemeindeedikt zu einem Bestandteil der Ruralgemeinde Pollanden. Zusammen mit Pollanden wurde Waller im Zuge der Gebietsreform in Bayern am 1. April 1971 in die Gemeinde Alfeld eingegliedert.

## Baudenkmäler

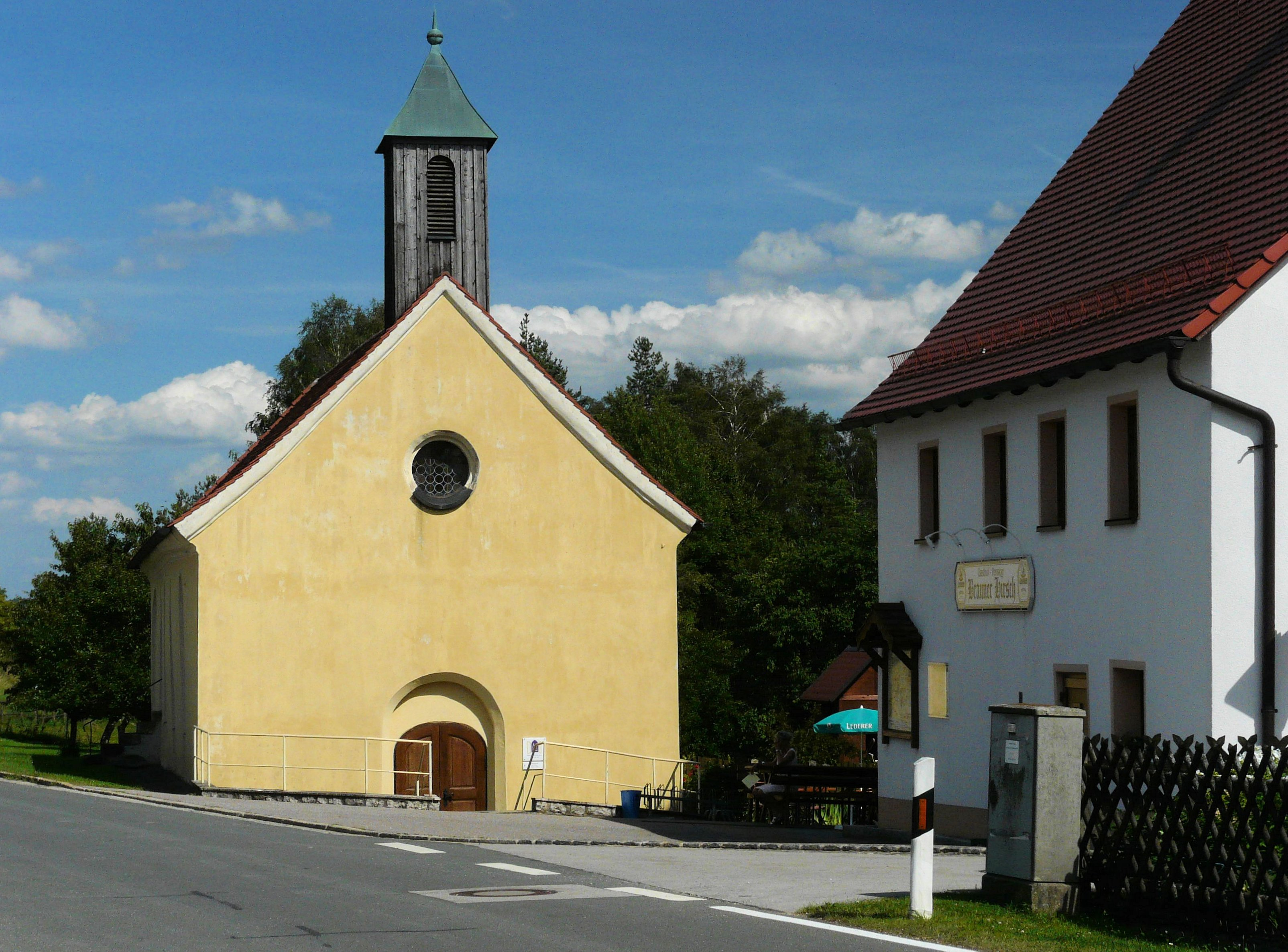
Sankt Margaretenkapelle

Während des Mittelalters war in Waller eine der frühchristlichen Märtyrerin Margarete geweihte Kapelle errichtet worden, die sich zu einem kleinen Wallfahrtsort entwickelte. Unmittelbar neben der Kapelle wurde ein Bruderhaus gebaut, dessen Mauern heute die einzige Gastwirtschaft des Ortes beherbergen. Nachdem Waller im Zuge der Reformation als Teil des Landgebietes der Reichsstadt Nürnberg protestantisch wurde, verfiel die Kapelle ab der ersten Hälfte des 16. Jahrhunderts allmählich. Im Jahr 1717 wurde auf den Mauerresten der alten Kapelle zwar erneut ein Gotteshaus errichtet, da es sich dabei aber um ein protestantisches Haus handelte, konnte die Kapelle ihre alte Funktion als Wallfahrtsort nicht wieder erlangen. In dieser Kapelle wird heute fünfmal im Jahr ein Gottesdienst gefeiert, in der übrigen Zeit steht sie für Besucher offen.